# نابشتسه
نابشتسه (به لاتین: Nabyszyce) یک روستا در لهستان است که در گمینا اودولانوو واقع شده‌است. نابشتسه ۶۳۰ نفر جمعیت دارد.